# Мобильная спутниковая станция
Мобильная спутниковая станция (мобильная земная станция спутниковой связи) – это средство для организации передачи информации на большие расстояния в недоступные для наземной инфраструктуры места.  Международный союз электросвязи определяет мобильную спутниковую станцию как «земную станцию подвижной спутниковой службы предназначенную для использования в движении или во время остановок в произвольных точках». Мобильная спутниковая станция вместе  с оконечным оборудованием передачи данных, системами электропитания, транспортными средствами и т.д. входит в состав мобильных комплексов спутниковой связи.

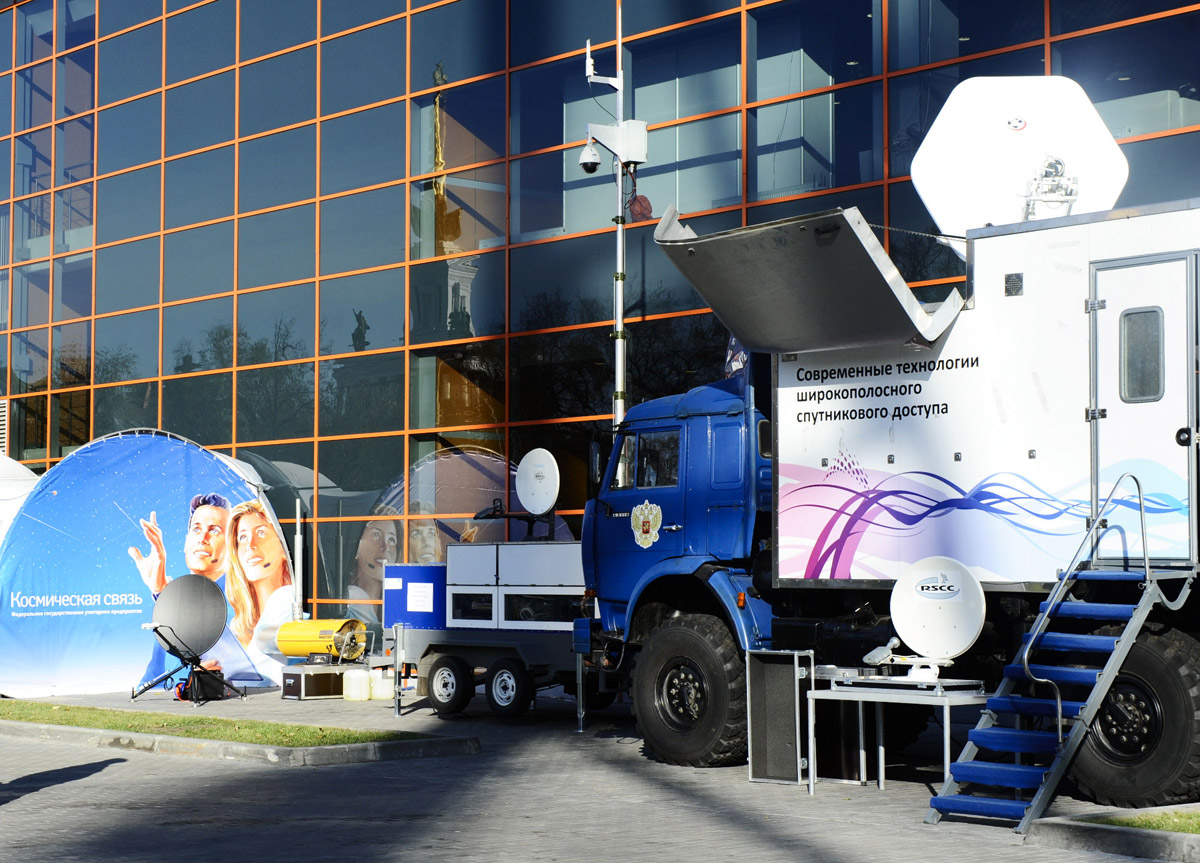
Различные типы мобильных спутниковых станций на стенде ГПКС

## Назначение мобильных спутниковых станций

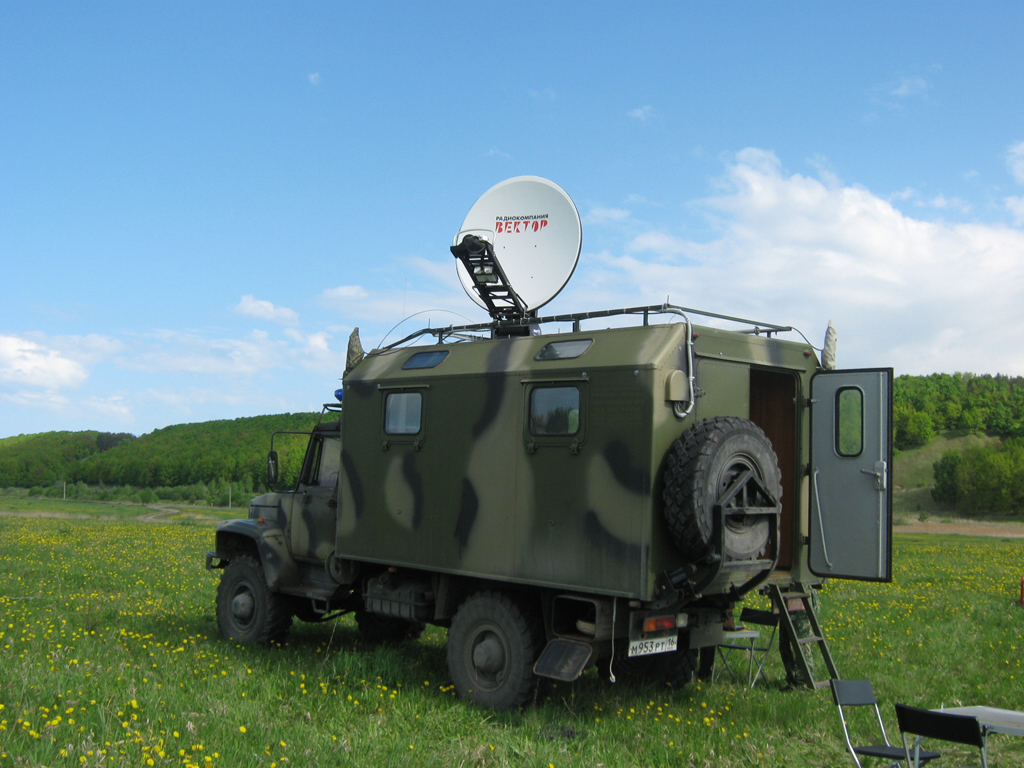
Перевозимый мобильный комплекс на базе высокопроходимого автомобиля ГАЗ

При помощи мобильных спутниковых станций можно организовать весь спектр телекоммуникационных услуг: передача видео, данных, телефония, доступ в Интернет и корпоративные сети. Особенно актуальным является использование МССС для служб экстренного реагирования. Типичные области применения мобильных станций спутниковой связи:
- организация мобильного пункта управления для обеспечения руководящего состава любого хозяйствующего субъекта или ведомственной структуры многофункциональной связью во время нахождения в местах с ограниченными возможностями фиксированной связи или полным отсутствием связи;
- организация выездной работы сотрудников государственных органов в населенных пунктах, на территории которых не предусмотрено постоянного представительства государственного органа (УФНС, Пенсионный фонд, УФМС, Служба судебных приставов, ГИБДД и т.д.);
- оперативная организация резервного канала связи для филиалов и территориально удаленных подразделений компаний во время аварийного пропадания основного канала;
- обеспечение связи при проведении выездных мероприятий (обучение, семинары, презентации, предвыборные кампании, спортивные мероприятия);
- организация канала связи при возникновении чрезвычайных ситуаций и нештатных ситуаций на местах проведения восстановительных работ;
- проведение сеанса телемедицины для районных и сельских больниц;
- организация мобильных корреспондентских пунктов для передачи оперативной информации (организация прямых линий или общение в прямом эфире).

## Состав мобильных спутниковых станций
Мобильные станции спутниковой связи можно разделить на три основных  класса:
1. Перевозимые (drive-away), устанавливаемые на автомобиле и других транспортных средствах и предназначенные для работы с остановок.
2. Подвижные (COTM), также устанавливаемые на транспортных средствах, но обеспечивающие работу во время движения.
3. Носимые (fly-away), в свёрнутом виде размещаемые в одной или нескольких упаковках, пригодных для переноски и перевозки любыми видами транспорта. Предназначены для быстрого развёртывания и организации связи. Не обеспечивают работу в движении и не предназначены для этой цели.

### Перевозимые спутниковые станции

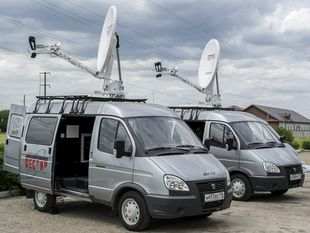
Комплексы спутниковой связи drive-away (для работы с остановок)

Перевозимые мобильные спутниковые станции (именуемые также drive-away или Communications-On-The-Pause) монтируются на автомобиле или ином транспортном средстве (вездеходе, автоприцепе, ж/д вагоне и т.п.). На том же транспортном средстве устанавливается и другое связное оборудование, организуются системы ввода внешнего электропитания и/или обеспечения автономного электропитания, оборудуется рабочее место оператора. Оснащенное такой спутниковой станцией транспортное средство прибывает в нужную точку, антенна разворачивается и наводится на спутник, после чего мобильная спутниковая станция работает так же, как любая стационарная VSAT-станция. После завершения сеанса работы антенна сворачивается в транспортное положение и  станция может переезжать в другую точку.
В состав передвижной спутниковой станции входит:
- Спутниковая антенна с моторизованными приводами для перевода её из транспортного в рабочее положение и обратно и для наведения на спутник.
- Автоматическая система наведения, оснащенная GPS/ГЛОНАСС-приёмником, включающая в себя также контроллер и программное обеспечение.
- Приёмопередающая аппаратура VSAT, состоящая из приёмопередатчика и спутникового модема.
- Транспортное средство, на котором монтируется оборудование станции..

Передвижные спутниковые станции работают в составе мобильных комплексов, включающих также:
- Оборудование для организации местной сети связи, например, точки доступа Wi-Fi, и/или сопряжения с местными наземными сетями передачи данных.
- Оконечное оборудование передачи данных, такое как средства удаленного видеонаблюдения, организации видеоконференций, телефонной связи; различные диагностические и измерительные приборы, позволяющие быстро проводить измерения и в режиме реального времени передавать результаты в офис или ситуационный центр.
- Автономная система электроснабжения (ИБП, бензиновый электрогенератор, средства для питания от бортовой сети транспортного средства), обеспечивающая бесперебойную работу всех технических средств комплекса.

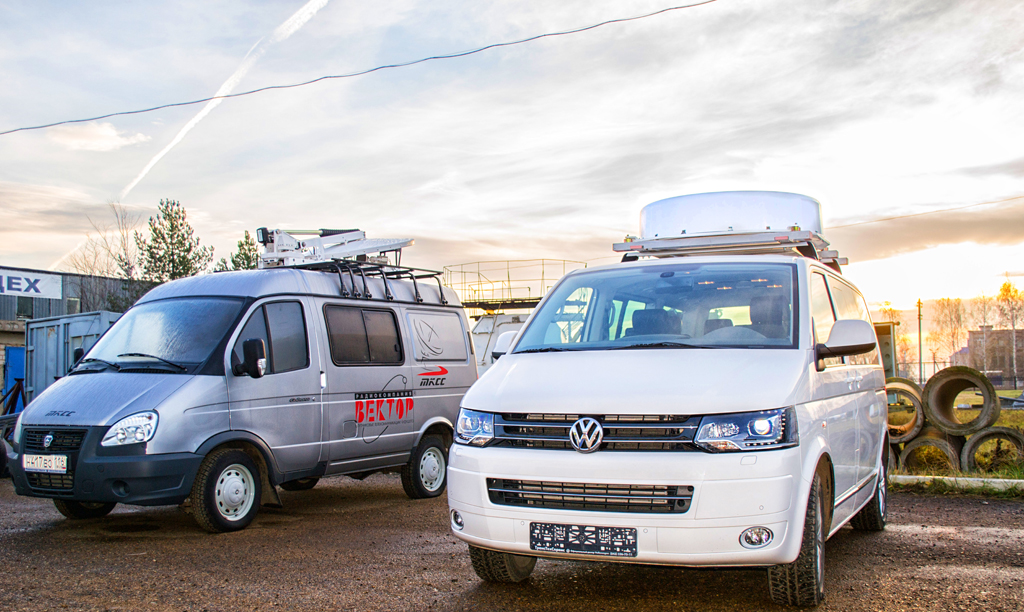
Мобильный комплекс спутниковой связи с фазированной антенной решеткой (МКСС с ФАР)

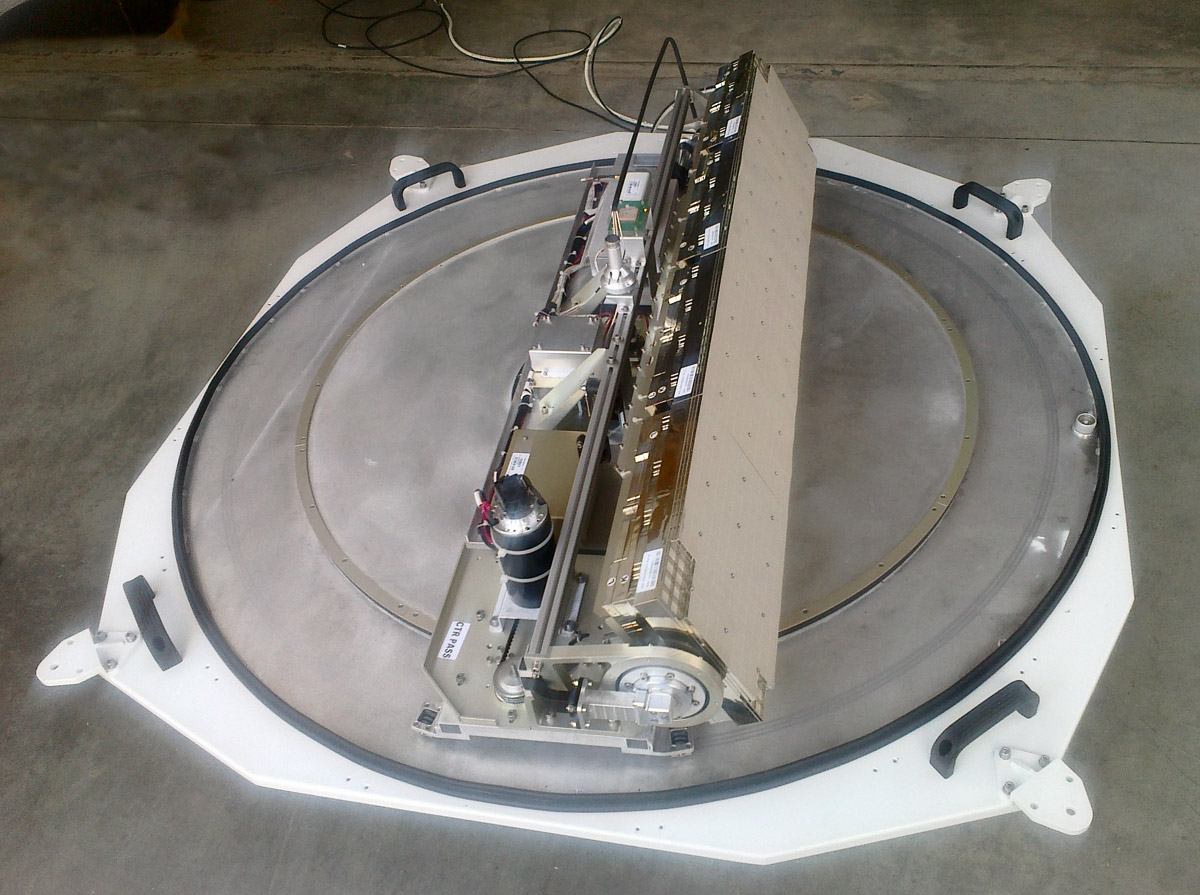
Моторизованная антенна на базе синфазной решётки для спутниковой связи в движении

- Рабочее место оператора.

### Станции спутниковой связи для работы в движении
Главным отличием станций для работы в движении (именуемых также COTM (Communications on the Move) или SOTM (iw|Satcom on the Move}})) является способность работать во время движения транспортного средства, непрерывно удерживая антенну в направлении «на спутник». Для этого антенна станции снабжается высоскоростными системами наведения и удержания направления (по сигналу спутника и гироскопическими). При этом обеспечивается скоростной доступ в Интернет, передача данных, качественная телефонная связь и т. д.
В качестве антенной системы может использоваться как параболическое зеркало, так и фазированная антенная решетка (ФАР). В автомобильных системах COTM используется по преимуществу ФАР, габариты которой позволяют установить её на автомобиль без создания дополнительных ограничений по высоте. Для защиты от ветровых нагрузок при движении используется закрывающий антенну радиопрозрачный обтекатель.
Дополнительно в состав станции могут включаться средства Wi-Fi, видеоконференций и т. п.

### Носимые спутниковые станции

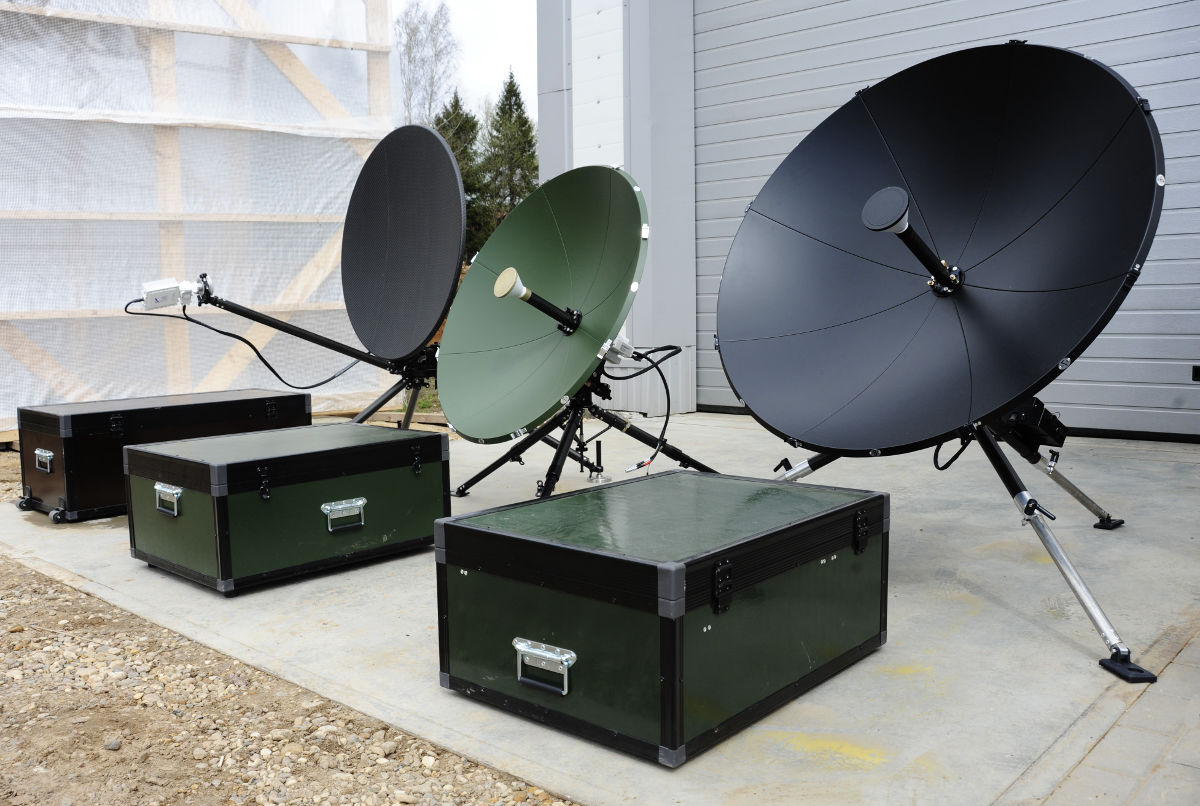
Носимые станции спутниковой связи

Носимые станции спутниковой связи (также именуемые Fly-away) предназначены для перевозки в багаже  различными видами транспорта и быстрого развёртывания на месте. Носимые спутниковые станции могут применяться там, где доставка передвижных спутниковых станций невозможна или неоправдана по условиям использования.
В зависимости от возможностей и назначения такие станции имеют очень разный вес и габариты. Станции с моторизованными антеннами большого размера (1.8 - 2.4 метра) размещаются в нескольких упаковках, весят до 100 кг и более и могут требовать нескольких человек для переноски каждой упаковки.  Носимые станции, характеризуемые как Airline checkable, размещаются в одной или нескольких упаковках, каждая из которых имеет габариты и вес, пригодные для перевозке в авиационном багаже. Носимые станции класса ManPack укладываются в упаковку-ранец, пригодную для переноски одним человеком по пересеченной местности.
В состав носимой спутниковой станции входит:
- Разборная или складная опора с механизмами наведения антенны
- Разборная антенна из нескольких частей (для компактной укладки в упаковку). При использовании антенн малого диаметра (0.6-0.75м) она может быть неразборной и перевозиться в отдельной упаковке.
- Аппаратура VSAT, состоящая из спутникового модема и приемопередающего блока.
- Средства закрепления развернутой станции для предовращения смещения и опрокидывания под действием ветровых нагрузок (колья, растяжки, пригрузы и т.п.)
- Транспортная упаковка для перевозки станции в сложенном положении.

Развёртывание носимой станции спутниковой связи в рабочее положение обычно производится за 5-10 минут без использования дополнительных инструментов. Время, требуемое на наведение, зависит от конструкции. Могут использоваться  моторные или ручные приводы наведения. Наведение может осуществляться оператором вручную, быть автоматизированным (по указаниям контроллера) или полностью автоматическим  (в случае использования моторных приводов). Время, характерное для автоматизированного или полностью автоматического наведения - несколько минут, время полностью ручного наведения зависит от квалификации оператора.  Дополнительно в состав носимой станции спутниковой связи может включаться аккумуляторный источник электропитания, обеспечивающий автономную работу в течение нескольких часов, а также средства Wi-Fi, проведения видеоконференций, передачи данных и т.п..